# Ducati 749
Ducati 749 je motocykl kategorie superbike, vyvinutý firmou Ducati, vyráběný v letech 2003–2006. Předchůdcem byl typ Ducati 748, nástupcem se stal model Ducati 848. Vyráběl se ve třech verzích, 749, 749 S, který byl vlastně menší verzí superbiku Ducati 999 a limitovaná série 749 R.

## Motor
Pohonnou jednotkou je pro Ducati typický dvouválec s osami válců svírajícími úhel 90 stupňů. Agregát Testastretta s objemem 748 cm³ (vrtání × zdvih je 90 × 58,8 mm) má čtyři ventily na válec s desmodromickým rozvodem.

## Rám
Rám je trubkový, příhradový. Plně nastavitelné odpružení Showa obsahuje přední obrácenou vidlici s průměrem trubek 43 mm, vzadu je progresivní plně nastavitelné zavěšení Sachs monoshock s centrální tlumící jednotkou. Brzdový systém s dvojicí kotoučů na předním kole, vzadu je jeden kotouč. Již v základní verzi je motocykl vybaven tlumičem řízení.

## Technické parametry
- Rám: příhradový z ocelových trubek
- Suchá hmotnost: 188 kg
- Pohotovostní hmotnost: kg
- Maximální rychlost: 250 km/h
- Spotřeba paliva: 5,5–6,5 l/100 km